# Weekly Fairy Tale
「Weekly Fairy Tale」（ウィークリー フェアリー テイル）は、BIGMAMAの3枚目のシングル。2008年9月17日にRX-RECORDSよりリリースされた。

## 概要
前作『Neverland』から1年ぶりのリリース。通常盤のみでのリリース。4曲のうち、1曲目は20秒程度のインストゥルメンタル曲となっており、他3曲についても表題曲が存在しないため、どの楽曲がリード曲で、どの楽曲がカップリングにあたるかは、特に明示されていない。
収録されている楽曲はそれぞれ、おとぎ話の『シンデレラ』『眠れる森の美女』『ピノキオ』をモチーフとしており、全体的に童話風にまとめあげたコンセプトシングルとなっている。また全体的にふざけているように見せて、こそこそとメッセージを込めたりしていると、金井はコメントしている。

## 楽曲解説
opening
インストゥルメンタル曲であり、アウトロがそのまま次曲に繋がる。
『Roclassick』に収録されている「計算高いシンデレラ」は、この曲と次曲を1曲にまとめ、それをアレンジしたものとなっている。
Cinderella〜計算高いシンデレラ〜
パッヘルベルの「カノン」をオマージュした楽曲。
プロポーズした後に「カノン」が流れたら、成功したと解釈してしまうのではないか、と考えたことから生まれた。
この楽曲に対するファンからの評価が良かったこともあり、ロックとクラシックの融合をテーマにした『Roclassick』というアルバムが後に出来上がることになる。

## 収録曲
| 全作詞: 金井政人、全作曲・編曲: BIGMAMA。 |                                                   |          |            |      |
| #                                         | タイトル                                          | 作詞     | 作曲・編曲 | 時間 |
| 1.                                        | 「opening」                                       | 金井政人 | BIGMAMA    | 0:19 |
| 2.                                        | 「Cinderella〜計算高いシンデレラ〜」              | 金井政人 | BIGMAMA    | 4:42 |
| 3.                                        | 「Sleeping Beauty〜二度寝をする眠れる森の美女〜」 | 金井政人 | BIGMAMA    | 3:36 |
| 4.                                        | 「Pinocchio〜開き直ったピノキオ〜」               | 金井政人 | BIGMAMA    | 3:55 |
| 合計時間:                                 | 合計時間:                                         | 12:32    |            |      |